# Yu Yu Hakusho Trading Card Game
Yu Yu Hakusho Trading Card Game é um jogo de cartas colecionáveis baseado na franquia Yu Yu Hakusho que foi lançado pela Movic em 2003.
Trata-se de um jogo de cartas no estilo de torneio para dois jogadores; cada jogador usa um baralho de quarenta e quatro cartas ou mais, liderado por um time de quatro cartas de personagem. O jogo foi descontinuado em 2005 por vários motivos. Uma das razões foi que cada expansão subseqüente de cartões dominou bastante os conjuntos anteriores. Cartas em conjuntos posteriores tinham efeitos e valores de poder que seriam considerados excessivamente poderosos no início. Haviam também cartas que distorciam o jogo e, com a compilação correta do baralho, permitiam que você vencesse em um único turno sem sequer permitir que seu oponente tivesse uma vez. Alguns jogadores acreditavam que o Score não agia com rapidez suficiente para banir ou emitir erratas para essas cartas. A mudança mais notável foi quando Israel "QI". Quiroz, então designer chefe, saiu do jogo devido a diferenças criativas com a equipe de teste e desenvolvimento.
Depois de deixar a Score Entertainment, Israel Quiroz foi acusado de trapacear na parte de rascunho do torneio de reinos GenCon 04, quando se descobriu que seu baralho tinha muitos raros e raros fantasmas possíveis para um baralho. Ao abrir os pacotes, ele chamou o juiz, Scott Sager, para informar e mostrar que um dos pacotes abertos tinha um fantasma extra raro. Quando levadas ao conhecimento do juiz do torneio, Scott Sager, as reclamações foram imediatamente negadas. A equipe de Quiroz ficou em segundo lugar no torneio.

## Prêmios e Indicações
| Ano  | Prêmio                 | Categoria              | Resultado | Ref.  |
| ---- | ---------------------- | ---------------------- | --------- | ----- |
| 2003 | InQuest Gamer Magazine | Best Trading Card Game | Venceu    | [ 2 ] |